# Baranîceve, Troițke
Baranîceve (în ucraineană Бараничеве) este un sat în comuna Arapivka din raionul Troițke, regiunea Luhansk, Ucraina.

## Demografie
Componența lingvistică a localității Baranîceve
     Rusă (56,25%)
     Ucraineană (43,75%)
Conform recensământului din 2001, majoritatea populației localității Baranîceve era vorbitoare de rusă (56,25%), existând în minoritate și vorbitori de ucraineană (43,75%).